# Perdita tristissima
Perdita tristissima är en biart som beskrevs av Timberlake 1968. Perdita tristissima ingår i släktet Perdita och familjen grävbin. Inga underarter finns listade i Catalogue of Life.